# Sigismondo III Gonzaga
Sigismondo III Gonzaga (11 febbraio 1625 – Mantova, 31 dicembre 1694) è stato un nobile italiano.

## Biografia
Era figlio di Francesco Giovanni Gonzaga della linea dei Gonzaga di Vescovato.
Al servizio dei duchi di Mantova, ricoprì la carica di consigliere e gran maggiordomo della duchessa Anna Isabella Gonzaga.
Succedette al fratello Carlo II Gonzaga come Marchese di Vescovato nel 1685.

## Discendenza
Sigismondo sposò il 15 gennaio 1673 Elena Sforza Amigoni (18 aprile 1639-31 gennaio 1733); ebbero cinque figli:
- Francesco Gaetano (1673-1735), marchese di Vescovato;
- Anna Margherita (17 ottobre 1674-15 febbraio 1737), sposò nel 1692 il marchese Ferdinando Valperga di Rivara (1677-1716);
- Ferdinando (15 dicembre 1675-28 giugno 1676);
- Ferdinando Carlo (giugno 1677-26 ottobre 1678);
- Ferdinando Carlo (15 ottobre 1679-dopo il 1746); visse a Napoli.

## Ascendenza
|                                                   |   |                                              | Genitori                                         |  |  | Nonni |  |  | Bisnonni                                     |  |  | Trisnonni                                  |  |
|                                                   |   |                                              |                                                  |  |  |       |  |  | Sigismondo II Gonzaga, marchese di Vescovato |  |  | Sigismondo I Gonzaga, signore di Vescovato |  |
|                                                   |   |                                              |                                                  |  |  |       |  |  | Sigismondo II Gonzaga, marchese di Vescovato |  |  | Sigismondo I Gonzaga, signore di Vescovato |  |
|                                                   |   | Antonia Pallavicini                          |                                                  |  |  |       |  |  | Sigismondo II Gonzaga, marchese di Vescovato |  |  |                                            |  |
| Carlo Gonzaga, marchese di Vescovato              |   |                                              |                                                  |  |  |       |  |  | Sigismondo II Gonzaga, marchese di Vescovato |  |  |                                            |  |
|                                                   |   | Lavinia Rangoni                              | Guido II Rangoni, conte di Castelcrescente       |  |  |       |  |  |                                              |  |  |                                            |  |
|                                                   |   | Lavinia Rangoni                              | Guido II Rangoni, conte di Castelcrescente       |  |  |       |  |  |                                              |  |  |                                            |  |
|                                                   |   | Lavinia Rangoni                              | Argentina Pallavicina                            |  |  |       |  |  |                                              |  |  |                                            |  |
| Francesco Giovanni Gonzaga, marchese di Vescovato |   | Lavinia Rangoni                              |                                                  |  |  |       |  |  |                                              |  |  |                                            |  |
|                                                   |   | Besso Ferrero-Fieschi, marchese di Masserano | Filiberto Ferrero-Fieschi, marchese di Masserano |  |  |       |  |  |                                              |  |  |                                            |  |
|                                                   |   | Besso Ferrero-Fieschi, marchese di Masserano | Filiberto Ferrero-Fieschi, marchese di Masserano |  |  |       |  |  |                                              |  |  |                                            |  |
|                                                   |   | Besso Ferrero-Fieschi, marchese di Masserano | Bartolomea Fieschi                               |  |  |       |  |  |                                              |  |  |                                            |  |
| Emilia Olimpia Ferrero-Fieschi                    |   | Besso Ferrero-Fieschi, marchese di Masserano |                                                  |  |  |       |  |  |                                              |  |  |                                            |  |
|                                                   |   | Camilla Sforza di Santa Fiora                | Bosio II Sforza, conte di Santa Fiora            |  |  |       |  |  |                                              |  |  |                                            |  |
|                                                   |   | Camilla Sforza di Santa Fiora                | Bosio II Sforza, conte di Santa Fiora            |  |  |       |  |  |                                              |  |  |                                            |  |
|                                                   |   | Camilla Sforza di Santa Fiora                | Costanza Farnese                                 |  |  |       |  |  |                                              |  |  |                                            |  |
| Sigismondo III Gonzaga di Vescovato               |   | Camilla Sforza di Santa Fiora                |                                                  |  |  |       |  |  |                                              |  |  |                                            |  |
|                                                   | … | …                                            |                                                  |  |  |       |  |  |                                              |  |  |                                            |  |
|                                                   | … | …                                            |                                                  |  |  |       |  |  |                                              |  |  |                                            |  |
|                                                   | … | …                                            |                                                  |  |  |       |  |  |                                              |  |  |                                            |  |
| Rocco Flameni                                     | … |                                              |                                                  |  |  |       |  |  |                                              |  |  |                                            |  |
|                                                   |   | …                                            | …                                                |  |  |       |  |  |                                              |  |  |                                            |  |
|                                                   |   | …                                            | …                                                |  |  |       |  |  |                                              |  |  |                                            |  |
|                                                   |   | …                                            | …                                                |  |  |       |  |  |                                              |  |  |                                            |  |
| Camilla Ponzoni                                   |   | …                                            |                                                  |  |  |       |  |  |                                              |  |  |                                            |  |
|                                                   |   | …                                            | …                                                |  |  |       |  |  |                                              |  |  |                                            |  |
|                                                   |   | …                                            | …                                                |  |  |       |  |  |                                              |  |  |                                            |  |
|                                                   |   | …                                            | …                                                |  |  |       |  |  |                                              |  |  |                                            |  |
| Cornelia Dati                                     |   | …                                            |                                                  |  |  |       |  |  |                                              |  |  |                                            |  |
|                                                   |   | …                                            | …                                                |  |  |       |  |  |                                              |  |  |                                            |  |
|                                                   |   | …                                            | …                                                |  |  |       |  |  |                                              |  |  |                                            |  |
|                                                   |   | …                                            | …                                                |  |  |       |  |  |                                              |  |  |                                            |  |
|                                                   |   | …                                            |                                                  |  |  |       |  |  |                                              |  |  |                                            |  |